# Сантуарий Святой Девы Марии чудес
Сантуарий Святой Девы Марии чудес (итал. Santuario della Beata Vergine dei Miracoli) — святилище, построенное в 1498 году жителями Саронно (провинция Варесе области Ломбардия) в память о чудесах Девы Марии, хранящее статую «Мадонны Чуда» (Madonna del miracolo) второй половины XIV века, которая считается источником чудесных исцелений.

## История и архитектура
8 мая 1498 года по инициативе жителей местной общины было начато строительство святилища на Варезинской дороге (strada Varesina), где уже стояла древняя капелла, ставшая предметом особого почитания благодаря чудесам исцеления, происходившим, согласно историческим источникам, в 1447, 1460, 1497 и в последующих годах.
Имя архитектора церкви, которая, по косвенным сведениям, вначале имела центрический характер, неизвестно, но предполагают авторство строителя с глубокой гуманистической культурой и связь с типологией композиций, уже широко распространённой в Ломбардии. Возможно, архитектором был Джованни Антонио Амадео, работавший в то время на строительстве Миланского собора.
Рядом со святилищем в 1507 году был построен дом «наместников» (casa dei deputati), осуществлявших надзор за строительством и расходованием средств; несколько лет спустя, в 1511—1516 годах, была возведена кампанила (колокольня) высотой 47 метров по проекту архитектора Паоло делла Порта, считавшаяся одной из самых красивых в Ломбардии и послужившая образцом для многих других церквей.
Амадео был также проектировщиком тибуриума с типично ломбардской арочной галереей и лантерной, завершённого в 1508 году, который придал всему зданию безошибочный отпечаток «ломбардского ренессанса». В дальнейшем в связи с большим притоком паломников святилище расширили до трёх нефов с пятью пролётами. При этом древнюю статую Мадонны из «Капеллы чуда» перенесли в новую церковь. Обряд посвящения, который состоялся 19 сентября 1581 года, совершил сам миланский архиепископ Карло Борромео.
Фасад возводили по проекту Пеллегрино Тибальди, более известного как Пеллегрини. Строительство началось в 1596 году и продолжалось до 1613 года. Стиль, принятый Пеллегрини, вдохновлен классическими канонами позднего Возрождения и направлен на то, чтобы подчеркнуть величие священного здания. Богатство орнаментальных мотивов, а также по-барочному сдвоенные колонны, раскрепованный антаблемент, большие парные гермы-теламоны по сторонам входного портала, обелиски и статуи на балюстраде, статуи в высоких боковых нишах придают архитектурному комплексу торжественность.

## Интерьер сантуария
В оформлении интерьера храма принимали участие знаменитые ломбардские художники: живописцы и скульпторы Бернардино Луини (1525—1532), Чезаре Маньи (1533), Гауденцио Феррари (1535—1545), Бернардино Ланино (1547), Андреа да Милано, также известный как Андреа да Саронно (1527—1536), Джулио Оджиони (1539) и многие другие. Фрески пресбитерия и боковых стен апсиды писал Бернардино Луини.
Выдающимися произведениями являются две скульптурные композиции Андреа да Милано, которого благодаря именно этим шедеврам из раскрашенного дерева называют «Андреа да Саронно». Они расположены в боковых капеллах средокрестия.

## Галерея

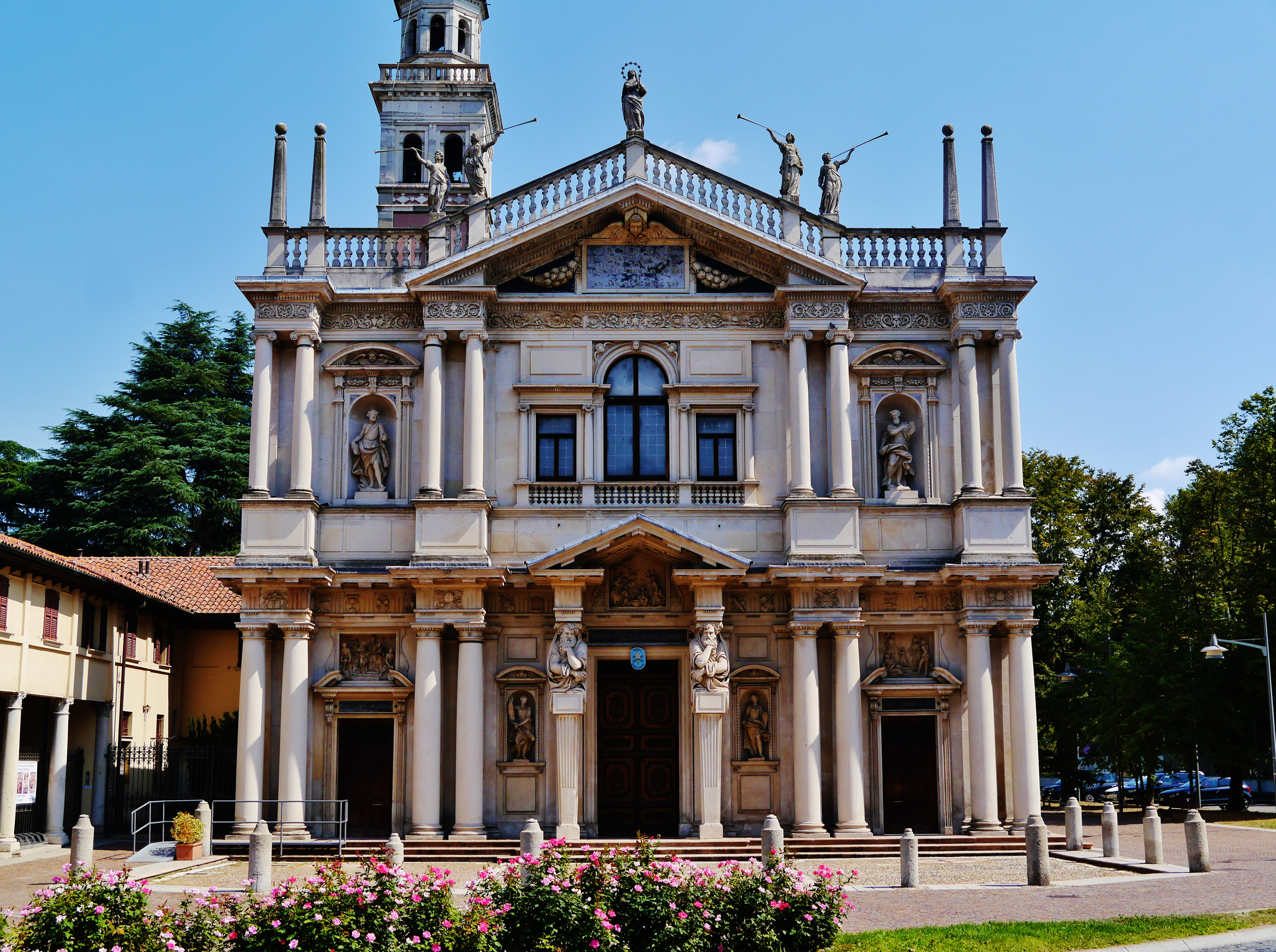
Главный фасад
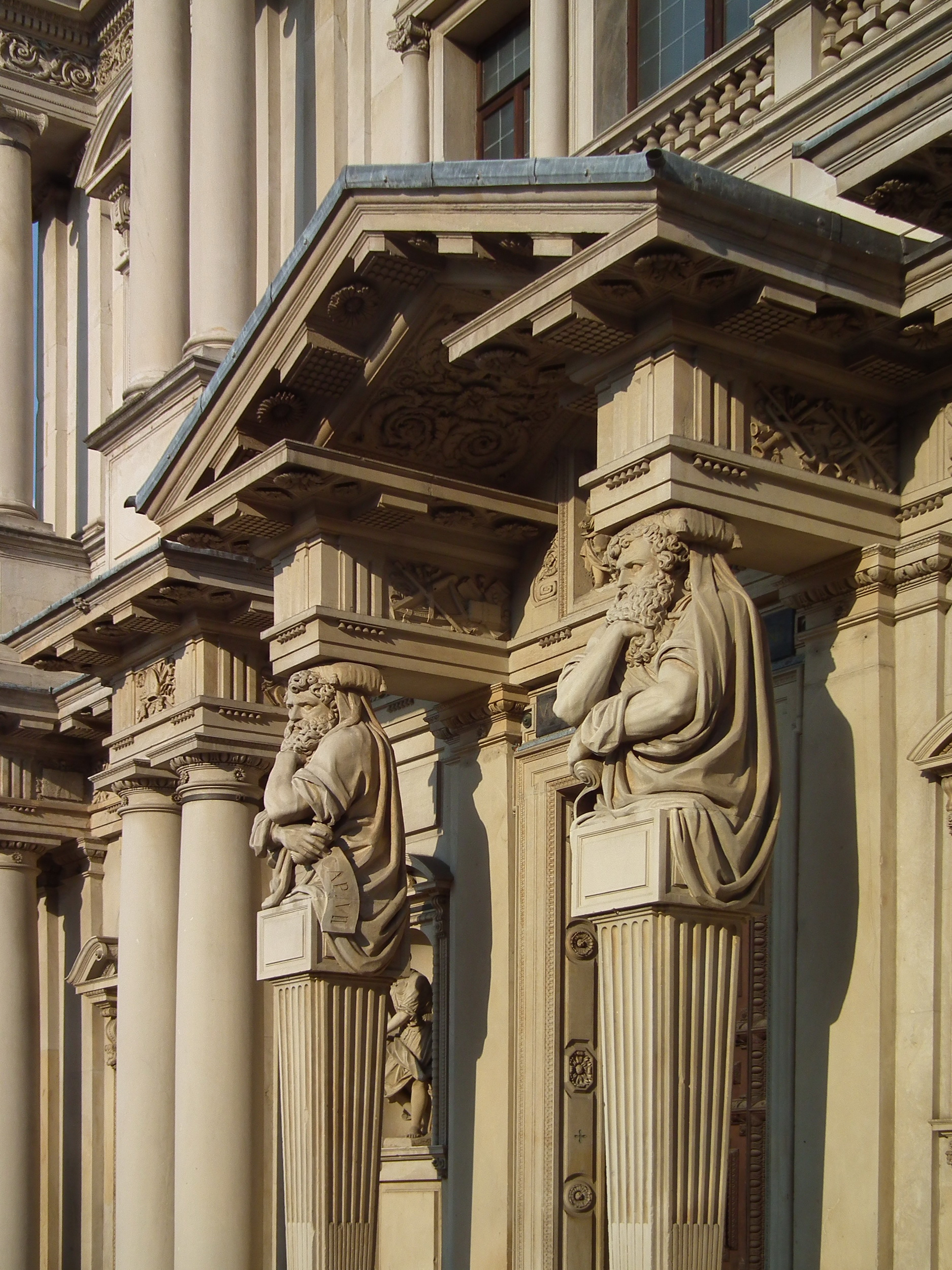
Теламоны входного портала в виде герм
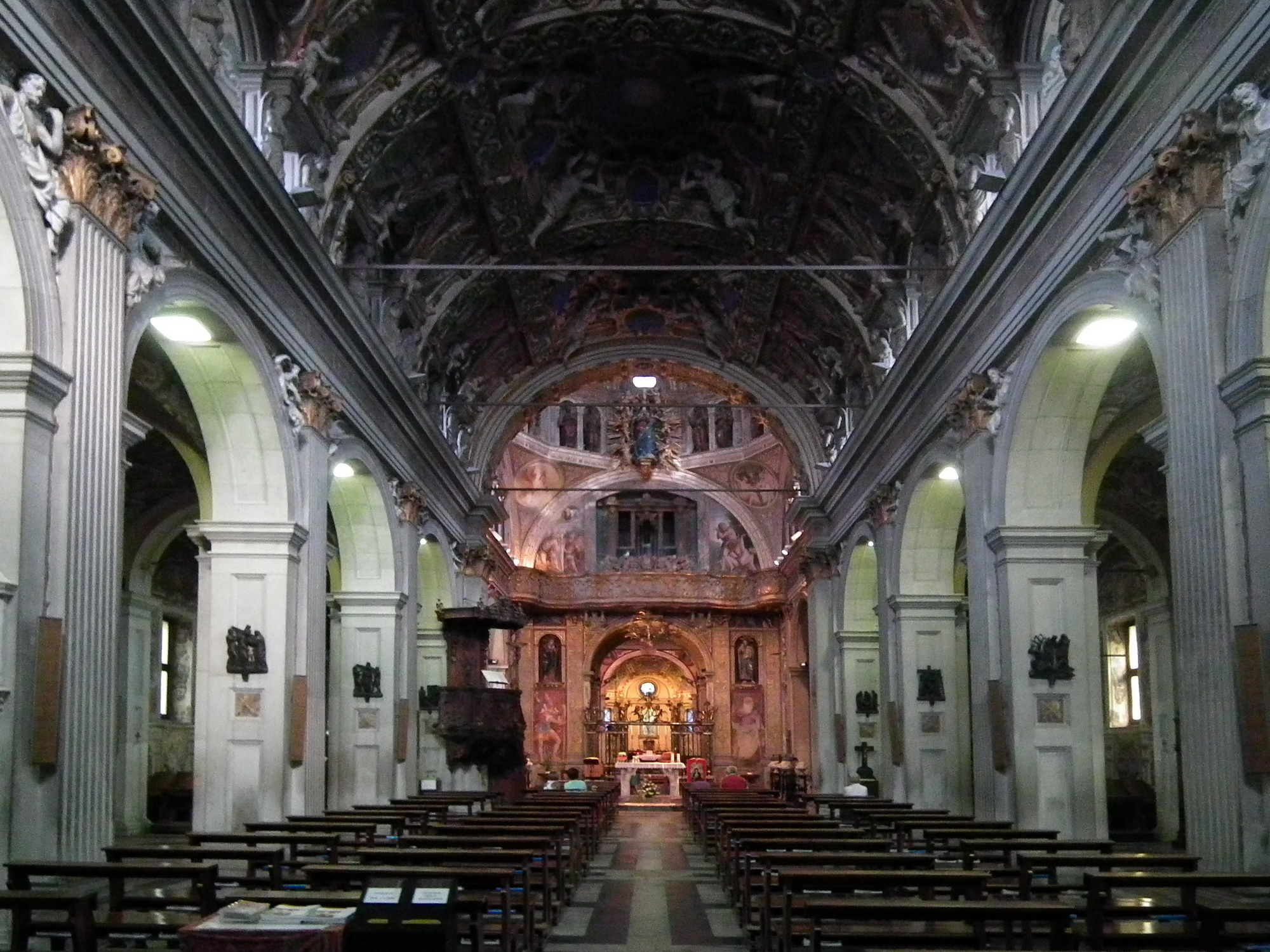
Интерьер
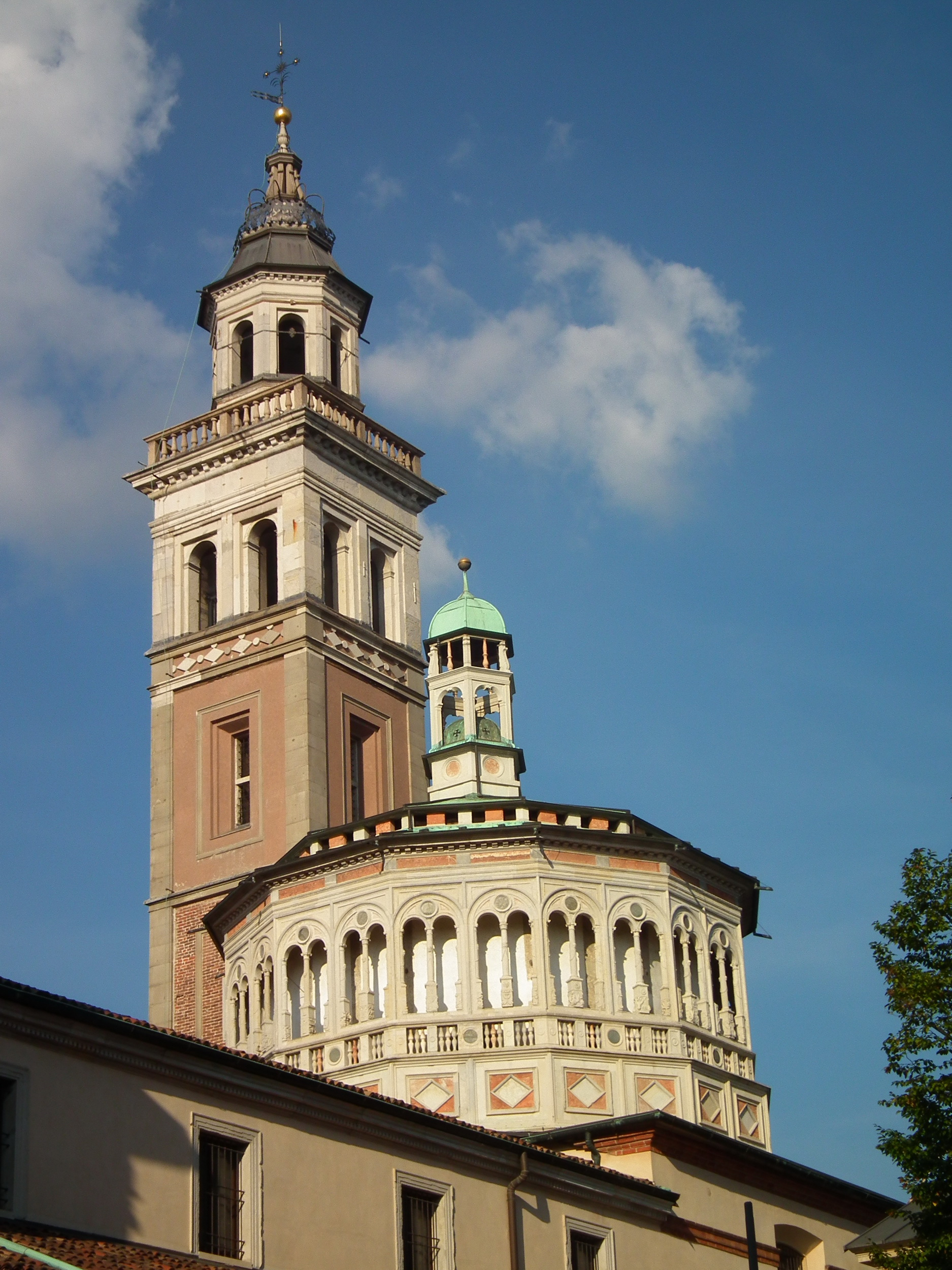
Тибуриум и колокольня
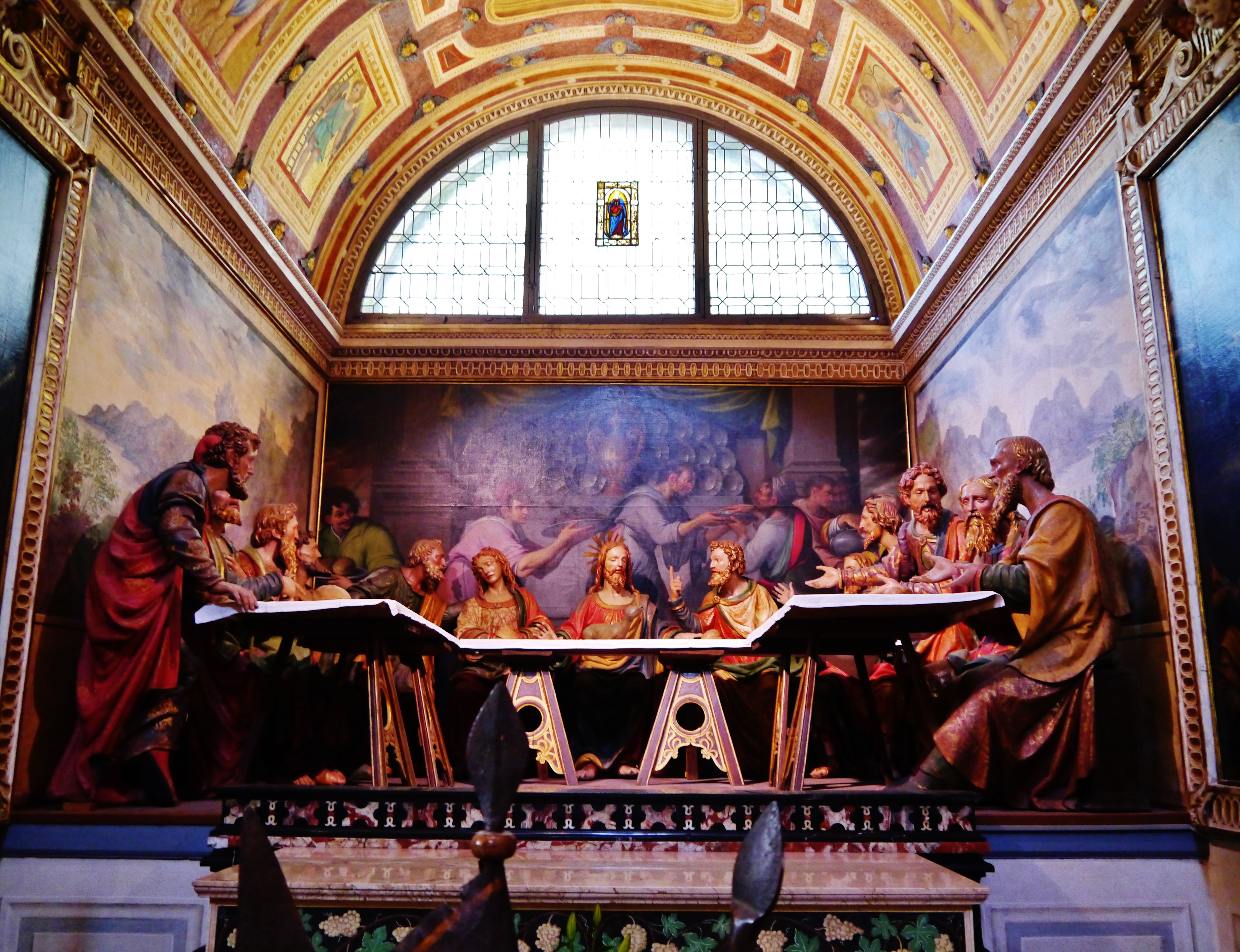
Тайная вечеря. Андреа да Милано. 1528. Дерево, роспись
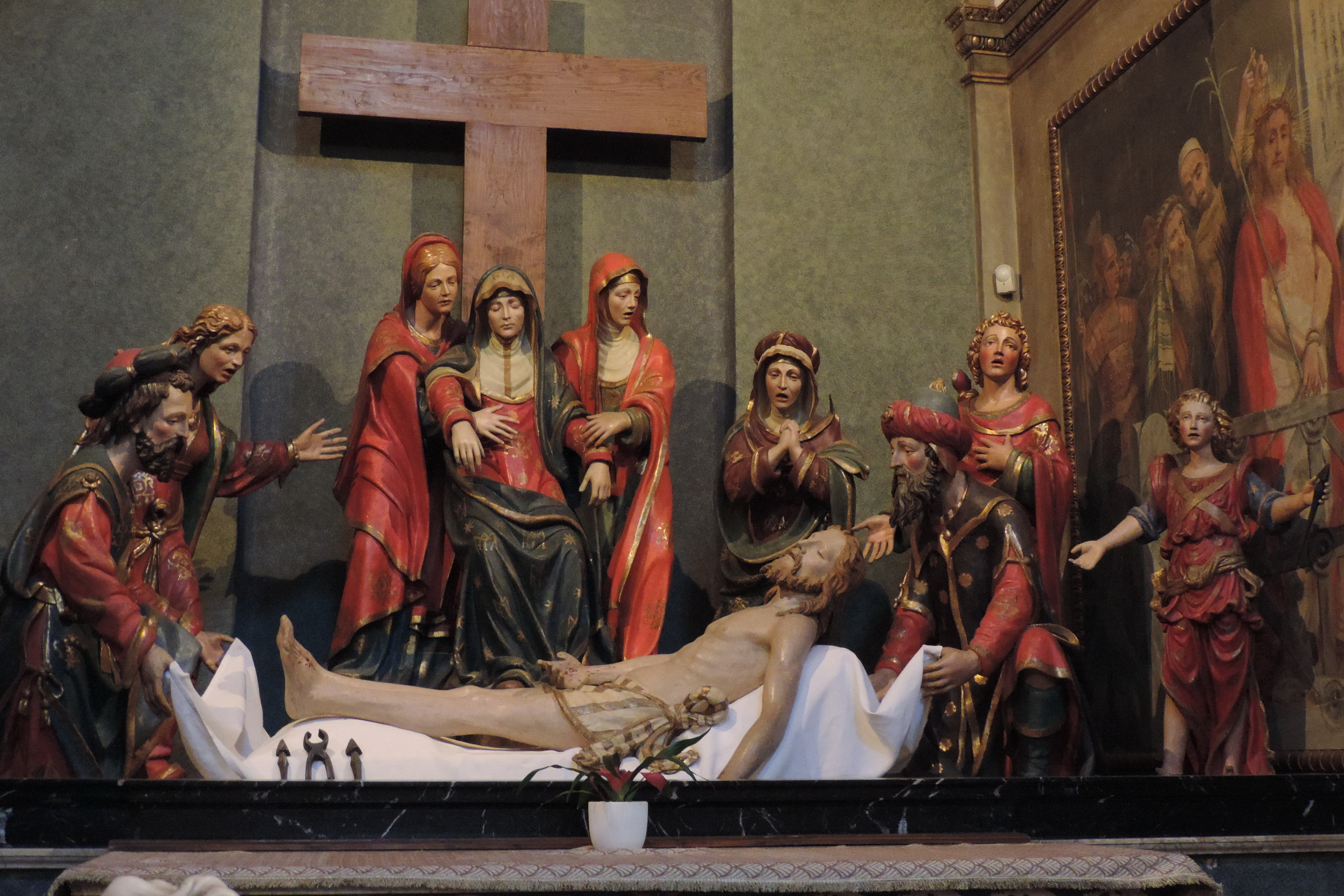
Оплакивание Христа. Андреа да Милано. 1528. Дерево, роспись
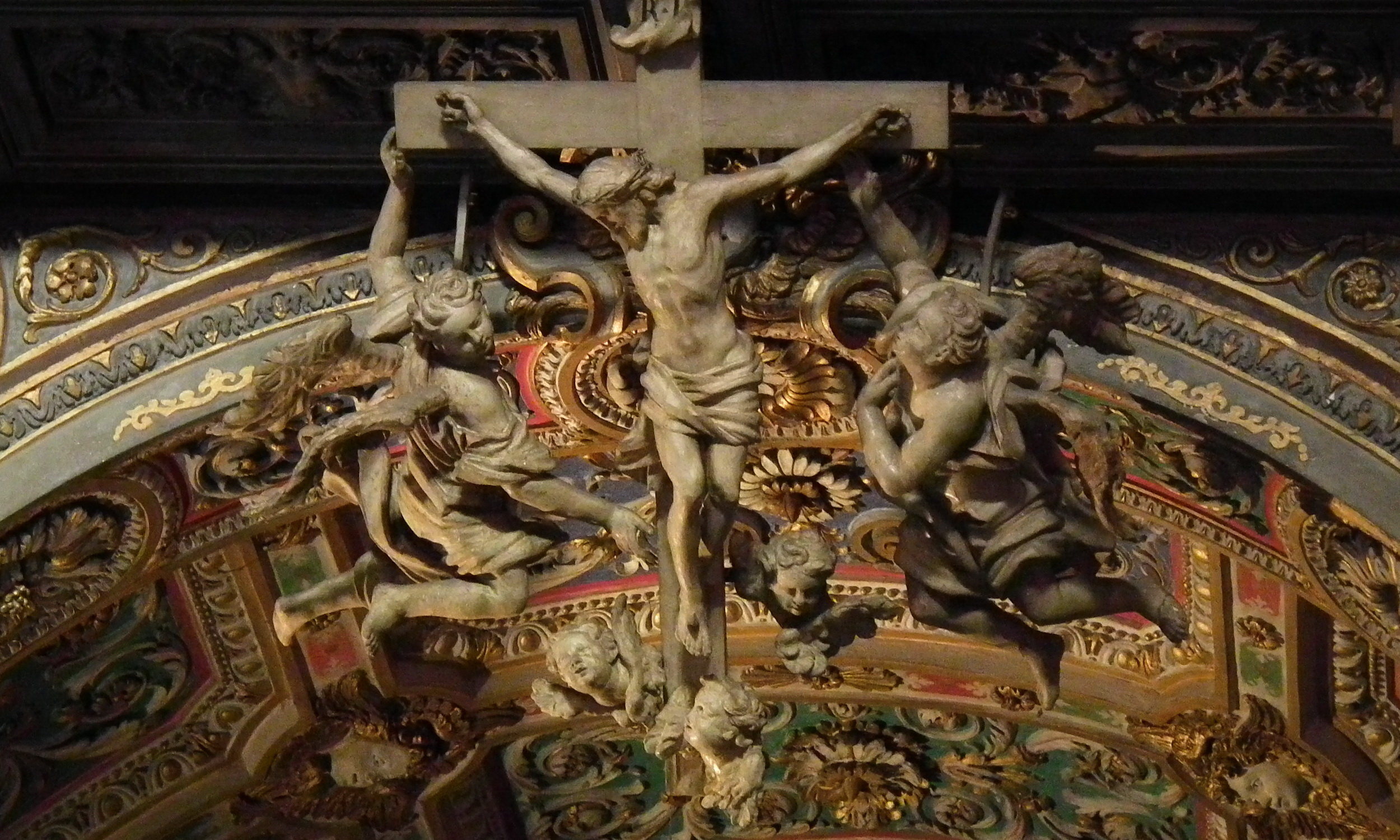
Распятие. Композиция триумфальной арки апсиды
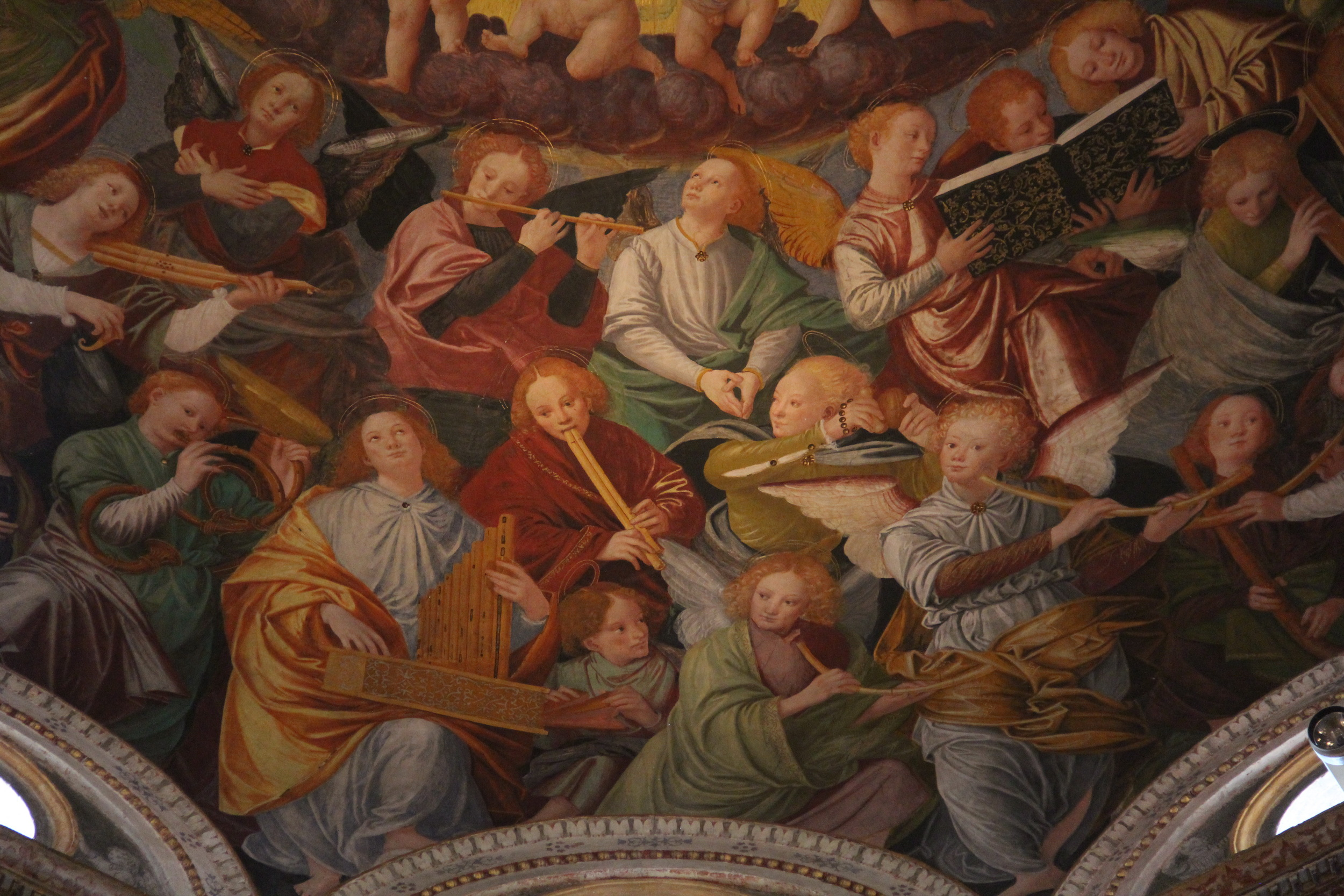
Г. Феррари. Концерт ангелов. Деталь росписи купола
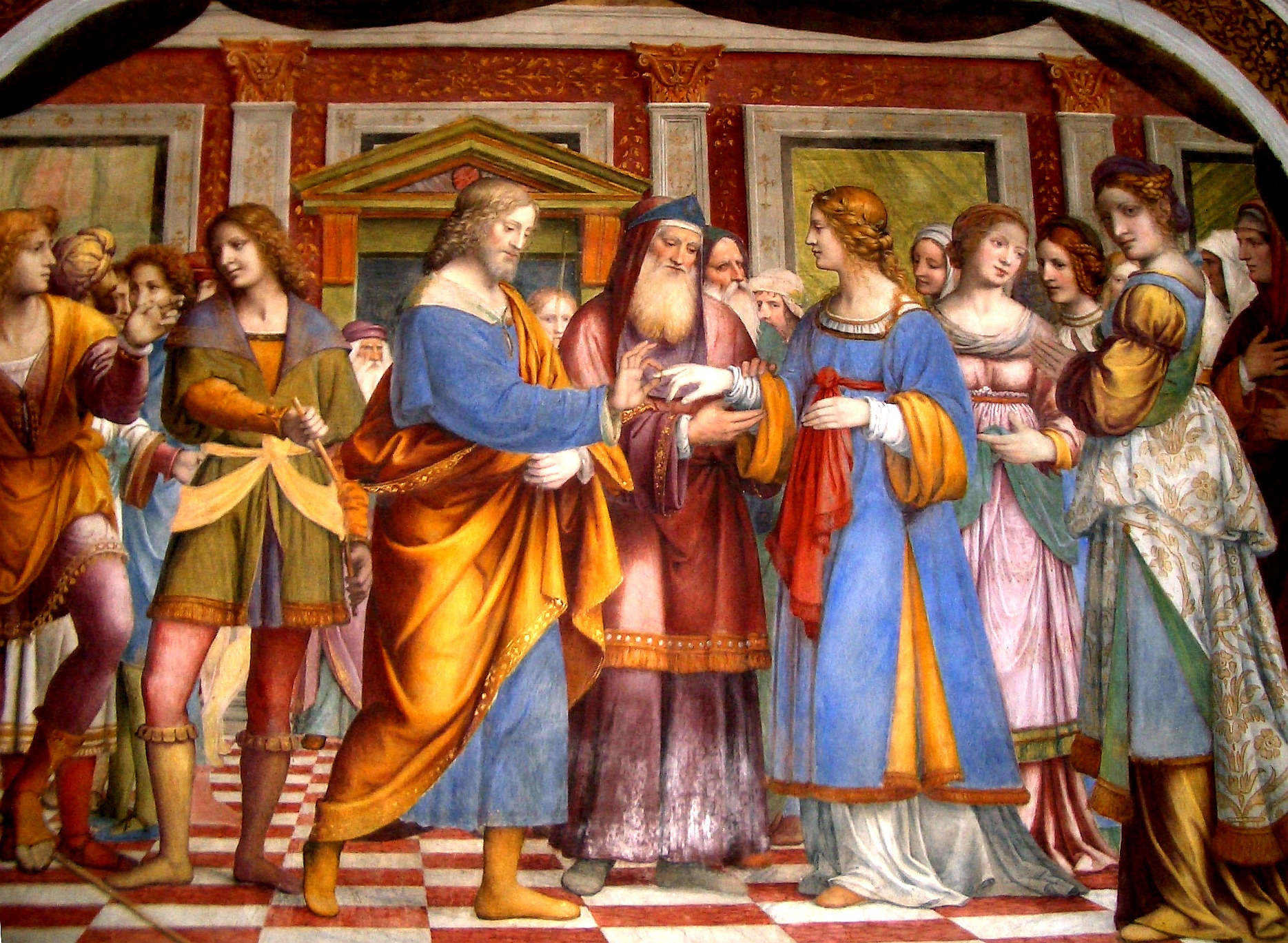
Б. Луини. Обручение Девы. Деталь фрески предпресбитерия